# Ontherus elegans
Ontherus elegans är en skalbaggsart som beskrevs av Luederwaldt 1930. Ontherus elegans ingår i släktet Ontherus och familjen bladhorningar. Inga underarter finns listade i Catalogue of Life.